# باغ آبی

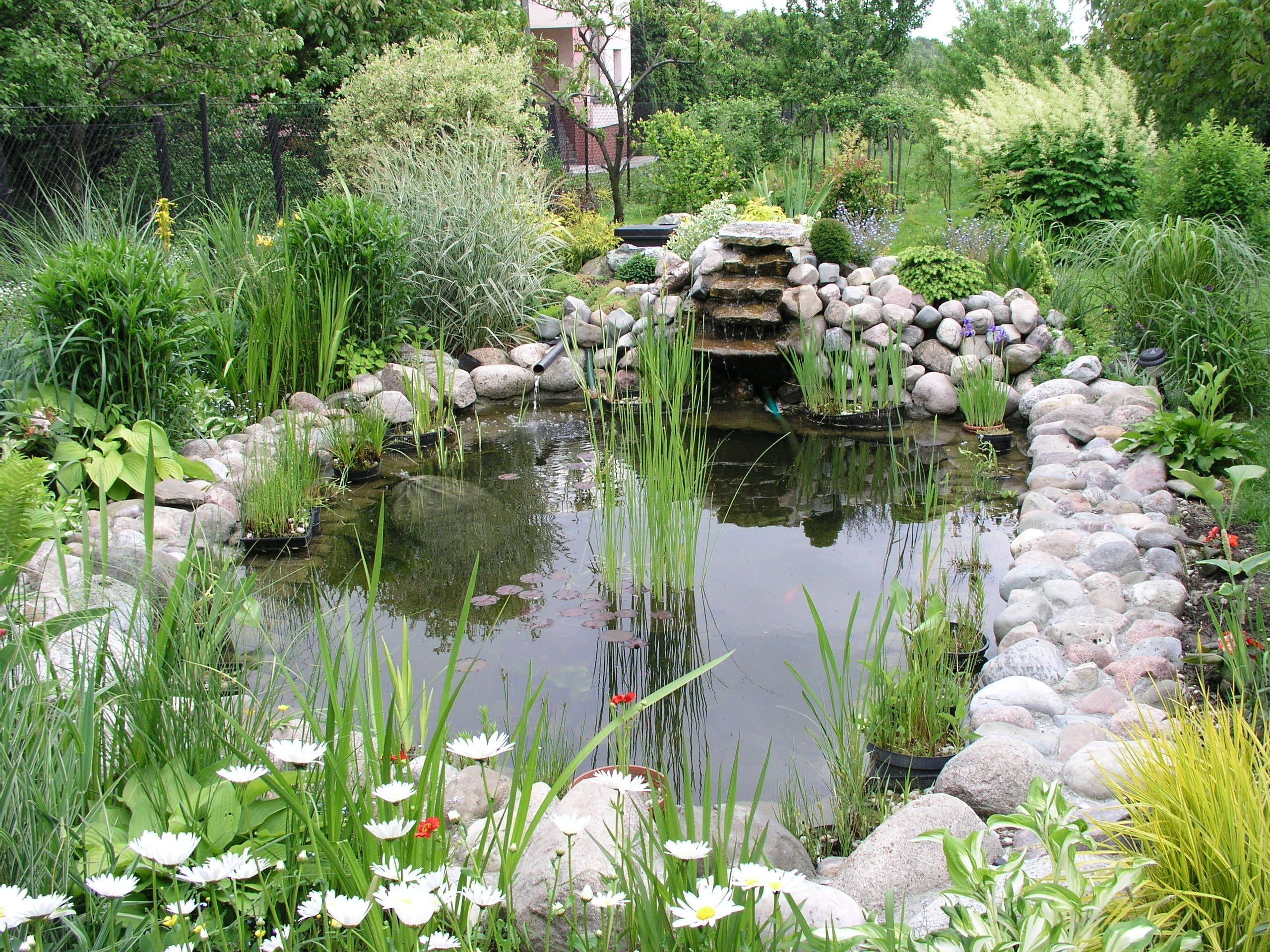
یک حوض کوچک یا باغ آبی در یک اقامتگاه خصوصی

باغ آبی (به انگلیسی: Water garden, aquatic garden) اصطلاحی است که گاهی برای باغ‌ها یا بخش‌هایی از باغ‌ها استفاده می‌شود که هر نوع آب‌نما عنصر اصلی یا غالب آن است. تمرکز اصلی روی گیاهان است، اما گاهی پرندگان آبزی یا ماهی‌های زینتی را نیز در خود جای می‌دهند که در این صورت ممکن است به آن استخر ماهی نیز گفته شود. آنها از نظر اندازه و سبک بسیار متفاوت هستند.